# WVA (Grab)
Das Grab WVA, auch als KVA bekannt, ist ein einkammeriges Grab im Tal der Könige. Es liegt im Westtal, etwa 60 m südlich des Eingangs zum Grab von Amenophis III. (WV22) und diente vermutlich als dessen Vorratskammer. Das Grab wurde 1845 von Karl Richard Lepsius entdeckt. WVA gehört zu einer Gruppe von 20 Gräbern oder Gruben im Tal der Könige, die statt einer Nummer einen Buchstaben zur Kennzeichnung erhalten haben.

## Erforschung
Bei seiner Entdeckung im Jahr 1845 durch Richard Lepsius war der Eingang zu WVA unter drei Metern Schutt verborgen.
Von 1905 bis 1906 führte Émile Gaston Chassinat eine oberflächliche Untersuchung des Grabes durch. Eine umfassendere Freilegung erfolgte erst fast ein Jahrhundert später, von 1993 bis 1994, durch die japanischen Ägyptologen Yoshimura und Kondō von der Waseda-Universität. Sie entdeckten, dass das Grab noch einen Großteil seiner ursprünglichen Zugangssperren aufwies.

## Funde
Im Inneren der Kammer fanden sich Weinamphoren und Töpferware aus Keramik. Die Amphoren waren mit Etiketten aus dem 32. und 37. Regierungsjahr von Amenophis III. versehen, der insgesamt 38 Jahre regierte.